# Expo 2020
Expo 2020 (tiếng Ả Rập: إكسبو ٢٠٢٠) là một hội chợ triển lãm thế giới được tổ chức ở Dubai, Các Tiểu vương quốc Ả Rập Thống nhất, ban đầu dự kiến khai mạc vào ngày 20 tháng 10 năm 2020 và kết thúc vào ngày 10 tháng 4 năm 2021. Do Đại dịch COVID-19,Expo 2020 hoãn đến Tháng 10 năm 2021 và sẽ kết thúc vào tháng 3 năm 2022. Mặc dù vậy,nó sẽ vẫn mang thương hiệu "Expo 2020" . Đại hội đồng của Cục Quốc tế Triển lãm (BIE) tại Paris đã quyết định để Dubai làm chủ nhà vào ngày 27 tháng 11 năm 2013.

## Thông số
Là một hội chợ triển lãm thế giới, nó có thể dài tối đa sáu tháng và tuân theo một chủ đề phổ quát rộng rãi áp dụng cho toàn nhân loại. Các chủ đề trước đây của Triển lãm toàn cầu bao gồm "Man and His World" (Con người và thế giới của anh) Montréal Expo 67, "The Age of Discovery" (Thời đại Khám phá) Sevilla Expo 92 và "Feeding the Planet, Energy for Life" (Nuôi dưỡng hành tinh, Năng lượng cho cuộc sống) Milano Expo 2015.

## Tổ chức
Địa điểm chính của hội chợ triển lãm Dubai 2020 sẽ là một khu vực rộng 438 ha nằm giữa các thành phố Dubai và Abu Dhabi, gần biên giới phía nam của Dubai với Abu Dhabi. Kế hoạch tổng thể được thiết kế bởi công ty HOK của Mỹ, được tổ chức xung quanh một quảng trường trung tâm Al Wasl bao quanh bởi ba khu chuyên đề lớn. Mỗi gian được dành riêng cho một trong những chủ đề phụ của hội chợ triển lãm 2020 - Cơ hội, Cơ động và Bền vững. Dubai cũng đã nhấn mạnh vào đầu tư vào các lĩnh vực khác nhau như tăng trưởng kinh tế, bất động sản, môi trường và các vấn đề công cộng. Trong thời gian gần đây, Dubai đã đầu tư lớn vào Bất động sản cũng như giới thiệu Dự án năng lượng mặt trời lớn nhất thế giới, tất cả sẽ bắt đầu tại Expo 2020. Ngoài việc bơm tiền, quốc gia này cũng quan tâm đến việc đưa ra sự nổi bật đối với các mối quan hệ công chúng. Sáng kiến - Chương trình nghị sự Hạnh phúc Dubai, có 16 chương trình theo bốn chủ đề tổng hợp 82 dự án sẽ được thiết lập trong thành phố với mục tiêu làm cho thành phố trở nên hạnh phúc nhất vào năm 2020. Dubai Expo 2020 cũng sẽ chứng kiến sự gia tăng GDP như dự đoán bởi Quỹ Tiền tệ Quốc tế.

## Các quốc gia tham dự
Các quốc gia sau đây đã tuyên bố tham gia hội chợ triển lãm 2020:
1. Algérie
2. Angola
3. Argentina
4. Úc
5. Azerbaijan
6. Áo
7. Bahamas
8. Bahrain
9. Belarus
10. Bỉ
11. Bhutan
12. Bulgaria
13. Burkina Faso
14. Bangladesh
15. Brunei
16. Brasil
17. Canada
18. Campuchia
19. Cabo Verde
20. Cộng hòa Trung Phi
21. Chile
22. Trung Quốc
23. Colombia
24. Cuba
25. Síp
26. Cộng hòa Séc
27. Cộng hòa Congo
28. Cộng hòa Dân chủ Congo
29. Đan Mạch
30. Cộng hòa Dominica
31. Djibouti
32. Ecuador
33. Ai Cập
34. Estonia
35. Ethiopia
36. Pháp[8]
37. Fiji
38. Phần Lan
39. Hy Lạp
40. Grenada
41. Guinée
42. Đức
43. Hồng Kông
44. Hungary
45. Ấn Độ
46. Indonesia
47. Israel
48. Ý
49. Iran
50. Iraq
51. Iceland
52. Ireland
53. Nhật Bản
54. Jordan
55. Kazakhstan
56. Kenya
57. Kosovo
58. Kuwait
59. Kyrgyzstan
60. Lào
61. Lesotho
62. Liban
63. Liberia
64. Litva
65. Luxembourg
66. Latvia
67. Ma Cao
68. Quần đảo Marshall
69. Malaysia
70. Mauritius
71. Monaco
72. Mông Cổ
73. Maroc
74. Myanmar
75. México
76. Mozambique
77. Nauru
78. Hà Lan
79. Nepal
80. Nigeria
81. New Zealand
82. CHDCND Triều Tiên
83. Na Uy
84. Oman
85. Pakistan
86. Palestine[9][10]
87. Philippines
88. Ba Lan
89. Bồ Đào Nha
90. Perú
91. Panama
92. Bản mẫu:Flag country
93. Nga
94. România
95. Rwanda
96. Sénégal
97. Singapore
98. Sierra Leone
99. Slovenia
100. Slovakia
101. Quần đảo Solomon
102. Somalia
103. Tây Ban Nha
104. Saint Kitts và Nevis
105. Saint Lucia
106. Saint Vincent và Grenadines
107. Ả Rập Xê Út
108. Hàn Quốc
109. Thụy Điển
110. Thụy Sĩ
111. Nam Phi
112. Sudan
113. San Marino
114. Sri Lanka
115. Đài Loan
116. Thái Lan
117. Togo
118. Tunisia
119. Tuvalu
120. Đông Timor
121. Thổ Nhĩ Kỳ
122. Turkmenistan
123. Tajikistan
124. Tanzania
125. Ukraina
126. Các Tiểu vương quốc Ả Rập Thống nhất[11]
127. Anh Quốc
128. Hoa Kỳ
129. Uganda
130. Uruguay
131. Vatican
132. Việt Nam
133. Venezuela
134. Yemen
135. Zimbabwe

## Hội nghị Quốc tế Các quốc gia tham dự (IPM)
IPM 2017 tổ chức vào tháng 10 năm 2018.
IPM 2018 tổ chức vào ngày 26-27 tháng 11 năm 2018 bởi bà Reem Al Hashimi, Giám đốc điều hành Expo Dubai 2020.

## Chủ đề
Chủ đề hội chợ 2020 là "Connecting Minds, Creating the Future" (Kết nối tâm trí, tạo dựng tương lai). Hội chợ cũng sẽ có ba yếu tố: cơ hội, cơ động và bền vững, mỗi gian hàng riêng của mình. Gian hàng Cơ hội được thiết kế bởi Cox Architecture, Cơ động bởi Foster and Partners và Bền vững bởi Grimshaw Architects.

## Tham quan địa điểm Dubai Expo 2020
Các nhà tổ chức Expo 2020 đã mời người dân UAE đến thăm Expo 2020 khi nó sắp hoàn thành. Du khách sẽ lên những chiếc xe ngựa mang nhãn hiệu Expo 2020 đầy màu sắc tại nhiều điểm đón khác nhau trên khắp UAE. Hành trình xe buýt bao gồm phần giới thiệu về lịch sử của World Expos. Tại nơi tổ chức, khách sẽ đi đến bằng dịch vụ tại Trung tâm Du khách để ăn nhẹ và một số hoạt động, tiếp theo là chuyến tham quan các kiến trúc mang tính biểu tượng của nó.

## Dịch vụ chăm sóc khẩn cấp tại địa điểm Expo 2020
Trung tâm cấp cứu tại chỗ bao gồm phòng cách ly, phòng chăm sóc khẩn cấp, xe cứu thương và dịch vụ trực thăng. Rob Cooling, Phó chủ tịch y tế, an toàn và môi trường tại Expo Dubai 2020 tuyên bố trong một cuộc phỏng vấn truyền thông rằng thiết bị và các biện pháp phòng ngừa được áp dụng để quản lý các trường hợp khẩn cấp. Trung tâm được trang bị để cung cấp dịch vụ chăm sóc và ổn định ngay lập tức trong "giờ vàng". Giờ vàng trong chăm sóc khẩn cấp có nghĩa là sáu mươi phút đầu tiên sau khi bị thương hoặc bị bệnh khi chăm sóc y tế có thể có hiệu quả nhất.

## Giá bất động sản
Sau khi giá bất động sản giảm, nhà lãnh đạo Dubai Sheikh Mohammed bin Rashid Al Maktoum tuyên bố làm chậm việc xây dựng để tránh nguy cơ giá bất động sản vượt qua nhu cầu.

## Phát triển
Vào tháng 11 năm 2019, UAE đã cho phép người mang hộ chiếu Israel vào nước này trong hội chợ triển lãm 2020. Người Israel được phép có gian hàng riêng của họ tại sự kiện và thậm chí đến thăm đất nước này sau đó.

## Đăng cai tổ chức
Đầu năm 2011, Izmir của Thổ Nhĩ Kỳ và Ayutthaya của Thái Lan đã gửi hồ sơ dự thầu tới BIE. BIE đã bỏ phiếu và chọn thành phố chủ nhà vào ngày 27 tháng 11 năm 2013.
Năm thành phố ban đầu đấu thầu vị trí cho một hội chợ thế giới vào năm 2020, với bốn thành phố còn lại: Dubai, Các Tiểu vương quốc Ả Rập Thống nhất; Yekaterinburg, Nga; Izmir, Thổ Nhĩ Kỳ hoặc São Paulo, Brasil. Expo 2020 sẽ lần đầu tiên có địa điểm ở Trung Đông sẽ tổ chức sự kiện.
Các thành phố sau đây đã nộp đơn đăng cai tổ chức cho BIE để tổ chức EXPO 2020 là:
- Izmir, Thổ Nhĩ Kỳ
- Yekaterinburg, Nga[20][21]
- São Paulo, Brasil[22][23]
- Dubai, Các Tiểu vương quốc Ả Rập Thống nhất[24]

São Paulo đã bị loại khỏi cuộc tranh cãi sau vòng bỏ phiếu đầu tiên. Izmir đã bị loại trong vòng 2. Yekaterinburg thua Dubai ở vòng bỏ phiếu thứ ba và cuối cùng.

### Dubai Expo
UAE đã chọn chủ đề "Kết nối tâm trí, tạo dựng tương lai", các chủ đề phụ là Bền vững, Cơ động và Cơ hội.
"Trong thế giới kết nối chặt chẽ ngày nay, một tầm nhìn đổi mới về tiến bộ và phát triển dựa trên mục đích và cam kết chung là chìa khóa. Trong khi tâm trí con người đã bão hòa, một quốc gia riêng lẻ hoặc một cộng đồng cụ thể vừa độc đáo vừa đáng chú ý, đó là do chúng ta hợp tác làm việc thực sự tiến bộ." Nhà lãnh đạo Dubai, ông Sheikh Mohammed bin Rashid Al Maktoum phát biểu.
Hội chợ triển lãm thế giới tại Dubai năm 2020 sẽ là lần đầu tiên được tổ chức tại khu vực MENA & SA (Trung Đông và Bắc Phi & Nam Á). Vào ngày 27 tháng 11 năm 2013, khi Dubai giành quyền đăng cai hội chợ triển lãm 2020, pháo hoa đã bắn ra tại tòa nhà cao nhất thế giới, Burj Khalifa. Một ngày lễ quốc gia đã được tuyên bố vào ngày hôm sau cho tất cả các tổ chức giáo dục trên cả nước. Người cai trị Dubai hứa hẹn Dubai sẽ "làm kinh ngạc thế giới" vào năm 2020. Việc tổ chức hội chợ thế giới và các công việc chuẩn bị dẫn đến dự kiến sẽ tạo ra 277.000 việc làm mới ở UAE, bơm gần 40 tỷ đô la vào nền kinh tế và tăng lượng khách ít nhất 25 triệu và lên tới 100 triệu người. Tổng giám đốc thành phố Dubai, Hussain Nasser Lootah, cho biết họ có phòng thí nghiệm lớn nhất trong khu vực và có thể dễ dàng nghiên cứu các vật liệu và công nghệ mới cần thiết cho xây dựng. Tòa tháp thương mại cao nhất thế giới sẽ được xây dựng tại Dubai trong Jumeirah Lake Towers sẽ được đặt tên là "Burj 2020" để vinh danh World Expo 2020. Hamdan bin Mohammed Al Maktoum cũng đã lên tầng cao nhất của Burj Khalifa vẫy cờ UAE, vài ngày sau chiến thắng World Expo 2020.

## Giá vé
Vé 1 ngày bình thường cho hội chợ có giá 120 AED, trong khi vé 3 ngày có giá 260 AED. Giảm giá 50% cho các học sinh ở mọi lứa tuổi và thanh thiếu niên từ 6 đến 17. Triển lãm miễn phí cho trẻ em dưới 5 tuổi và người lớn từ 65 tuổi trở lên. Người khuyết tật cũng được phép vào cửa miễn phí và người chăm sóc cũng có thể vào với giá chỉ bằng một nửa.